# Desimanación adiabática
La desimanación adiabática (o desmagnetización adiabática) es el proceso de desimanación (remover la propiedad de imán) de una sustancia paramagnética, aislada térmicamente, por supresión del campo magnético externo responsable de su imanación. Una desimanación adiabática tiene como efecto el enfriamiento de la sustancia.
La desimanación adiabática realizada por variaciones de un campo magnético externo es una técnica muy útil y efectiva para lograr bajas temperaturas adecuadas, del orden de microkelvins.
Desde el punto de vista teórico, este efecto pudo preverse aplicando los principios de la termodinámica, del mismo modo que se previó el enfriamiento de un gas tras una expansión adiabática. En el caso del paramagnetismo perfecto, toda transformación adiabática elemental, es decir, aquel en el cual el sistema termodinámico no intercambia calor con su entorno, reversible comporta la relación
dQ = C dT - (B) (dM) = 0
que traduce que el calor intercambiado con el exterior es nulo. (C representa la capacidad calorífica a imanación constante de la muestra; M, su momento magnético; T, su temperatura; y B, el campo magnético exterior.) De este modo se nota que una disminución de la imanación viene necesariamente acompañada de un enfriamiento.
(dM < 0↔ dT < 0)
medido por la expresión
|dT| = |dM| multiplicado por B/C
Teniendo en cuenta los campos obtenibles, un cálculo completo muestra que, a temperaturas más bajas, y haciéndose C muy pequeña, se hace posible obtener enfriamientos interesantes.
La experiencia ha sido realizada con una muestra de alambre de hierro en polvo, enfriado previamente hasta las proximidades de 1 K por contacto con, por ejemplo 3helio líquido, hirviente a presión reducida, y después aislado térmicamente y desimanado. Su temperatura final es próxima a 0.001 K. En este ejemplo se empleó 3He, sin embargo, el uso de este gas es cada vez más difícil debido a la actual escasez mundial. Por lo tanto, es importante considerar métodos alternativos de refrigeración. Es por esa razón que se está estudiando un nuevo tipo de refrigerante, el metal de electrones súper pesados, YbCo2Zn20, que se puede utilizar para la refrigeración por desimanación adiabática, que no requiere gas 3He.

## Aplicaciones
La aplicación obvia de la desimanación adiabática proviene de las perspectivas para la aplicación práctica de la tecnología cuántica.